# Tarako

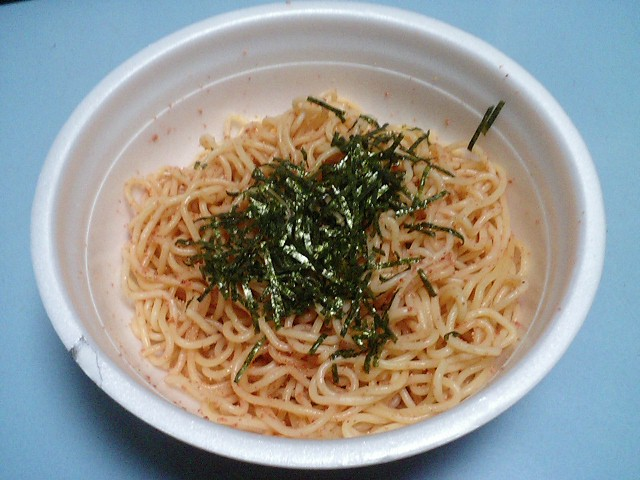
Spaghettis au tarako.

Le tarako (鱈子) est la rogue salée — habituellement celui du colin d'Alaska —, même si le terme tara (鱈) signifie morue en japonais.
Le tarako peut être servi de multiples façons :
- entier (habituellement pour le petit déjeuner)[2] ;
- en tant que fourrage d'un onigiri ;
- comme une sauce pour des pâtes (habituellement avec des nori).

Traditionnellement, le tarako était rouge brillant, mais de récentes suspicions sur les effets des colorants alimentaires ont amené les fabricants à ne plus le colorer . À Kyūshū, le tarako est servi avec des flocons de piment, sûrement à cause de l'influence de la cuisine coréenne dans cette région.[réf. nécessaire]